# Fattigkær
Fattigkær er fugtige, næringsfattige områder med sur bund. Jordbundsforholdene betinger, at fattigkærene også er artsfattige. Områderne domineres af tuer med græsser og halvgræsser med høljer (lavninger) med et bundlag af tørvemosser og andre mosser.
Fattigkærene deles ud fra plantesamfundets sammensætning i ekstremfattigkær og de mere næringsrige overgangsfattigkær.
Plantearterne, man typisk finder i disse områder, er Star- og Sivarter, som ofte er ledsaget af Kæruld, Soldug, Tormentil og Klokke-Ensian, Almindelig Koralrod, Hjertelæbe, Bakke-Gøgelilje, Mos-Gøgeurt og Plettet Gøgeurt.